# Jeroen Engelsman
Jeroen Engelsman (* 28. Januar 1989 in Schwäbisch Hall) ist ein deutsch-niederländischer Schauspieler, Sprecher und Musiker.

## Leben
Jeroen Engelsman wuchs zweisprachig mit Deutsch und Niederländisch als Muttersprachen auf. Nach dem Abitur absolvierte er als Stipendiat der Fritz-Gerber-Stiftung für begabte junge Menschen und der Gertrud-Rüegg-Stiftung von 2008 bis 2011 sein Schauspielstudium an der Scuola Teatro Dimitri im Kanton Tessin (Schweiz). Später nahm er privaten Sprecherunterricht und belegte einen Filmworkshop an der Akademie für Darstellende Kunst Baden-Württemberg in Ludwigsburg.
Nach seiner Ausbildung hatte er verschiedene Theaterengagements, u. a. am Schauspielhaus Zürich (Spielzeit 2011/12 in Zwerg Nase), am Opernhaus Zürich (2012, als Zettel in Ein Sommernachtstraum nach Shakespeare/Felix Mendelssohn Bartholdy, Regie: Heinz Spoerli) und am Aalto-Theater in Essen (2012–2014 in der Sommernachtstraum-Ballettfassung von H.Spörli). In der Spielzeit 2012/13 gastierte er in den Rollen „Der Wilderer/Jäger“ in dem Musiktheaterstück The Black Rider am Theater Basel.
Es folgten mehrere freie Theaterproduktionen, bei denen er u. a. mit Tobias Maehler, Jürg Kienberger und Volker Hesse zusammenarbeitete. Mit einigen dieser Produktionen gastierte er u. a. beim Fringe Festival Peking, beim Internationalen Theater-Festival Tiflis, beim Kaltstart Theaterfestival Hamburg, sowie in Haifa und Teheran. 2015 trat er in der Philharmonie Luxembourg als Sprecher bei Musikaufführungen auf. Mit dem in München ansässigen freien „Ensemble Persona“ trat er im Hubertussaal von Schloss Nymphenburg sowie bei Freilichtaufführungen als Romeo in Romeo und Julia (Premiere: November 2015) an der Seite von Manuel Feneberg (als Tybalt/Paris) auf.
Ab 2016 gastierte er mehrfach am Theater an der Effingerstrasse in Bern, u. a. in den beiden Schweizer Erstaufführungen als Militärpilot Lars Koch in dem Theaterstück Terror von Ferdinand von Schirach und als Edward Ridgeway in Joanna Murray-Smiths Theaterstück Switzerland. Zur Saisoneröffnung der Spielzeit 2017/18 verkörperte er dort den Leutnant Anton Hofmiller in einer Bühnenfassung von Stefan Zweigs Roman Ungeduld des Herzens.
Im Juni 2017 spielte er in der Uraufführung des Mysterienspiels Die Akte Zwingli (Regie: Volker Hesse) im Grossmünster Zürich die Rolle von Martin Luther.
Engelsman stand auch für einige Film- und Fernsehproduktionen vor der Kamera. In der 15. Staffel der ARD-Fernsehserie Rote Rosen (2018) übernahm Engelsman ab Folge 2716 für mehrere Folgen eine Gastrolle als Barmann und Krimiautor Julian Dorfmann. In der ZDF-Krimireihe In Wahrheit (2018) hatte er eine Nebenrolle als belgischer Drogendealer Marc Declergc. Als Staatsanwalt Westerholt stand Engelsman 2019 für die ZDF-Reihe Unter anderen Umständen vor der Kamera. Nach seiner Rolle in der Fernsehserie Sturm der Liebe (April bis Juli 2019) als smarter Isländer Ragnar Sigurdsson folgte eine Hauptrolle als Vincent Marrack, Unternehmensberater und Jugendliebe der weiblichen Hauptfigur Holly Shaw, in der Rosamunde-Pilcher-Verfilmung Meine Cousine, die Liebe und ich, die Ende Dezember 2019 erstausgestrahlt wurde. In der Inga-Lindström-Verfilmung Rosenblüten im Sand (2021) spielte er den Arzt Henrik, den Verlobten der weiblichen Hauptfigur Catrine (Nadine Menz). In der Rosamunde-Pilcher-Verfilmung Im siebten Himmel (2021) war Engelsman erneut in einer ZDF-„Herzkino“-Hauptrolle zu sehen, diesmal als attraktiver Architekt Adam Morris.
Außerdem tritt er regelmäßig als Musiker mit seiner Band „The Bohemians“ auf.
Jeroen Engelsman, der neben der deutschen auch die niederländische Staatsangehörigkeit besitzt, lebt in Basel und München.

## Filmografie (Auswahl)
- 2015: Die Toten reiten fest (Kinofilm)
- 2016: Stand Clear Of The Closing Doors (Kurzfilm)
- 2017: Terrors (Kurzfilm)
- 2018: Rote Rosen (Fernsehserie)
- 2018: In Wahrheit: Jette ist tot (Fernsehreihe)
- 2019: Sturm der Liebe (Fernsehserie)
- 2019: Rosamunde Pilcher: Meine Cousine, die Liebe und ich (Fernsehreihe)
- 2020: Unter anderen Umständen: Über den Tod hinaus (Fernsehreihe)
- 2021: Inga Lindström: Rosenblüten im Sand (Fernsehreihe)
- 2021: Rosamunde Pilcher: Im siebten Himmel (Fernsehreihe)
- 2023: Bettys Diagnose Wahrheit oder Täuschung (Fernsehserie, eine Folge)